# Beas (Spanyolország)
Beas település Spanyolországban, Huelva tartományban. Beas Trigueros, Calañas, Valverde del Camino és Niebla községekkel határos. Lakosainak száma 4374 fő (2024).

## Népesség
A település lakosságának változását az alábbi diagram mutatja:
| Lakosok száma | 4085 | 4139 | 4210 | 4293 | 4353 | 4190 | 4272 | 4257 | 4464 | 4374 |
|               | 2001 | 2004 | 2006 | 2009 | 2011 | 2014 | 2016 | 2019 | 2021 | 2024 |